# Wrapped Up
"Wrapped Up" é uma canção do cantor britânico Olly Murs, gravada para o seu quarto álbum de estúdio Never Been Better. Conta com a participação do rapper norte-americano Travie McCoy, sendo que foi escrita pelos dois intérpretes com o auxílio de Steve Robson e Claude Kelly e produzida por Robson. O seu lançamento ocorreu a 23 de Dezembro de 2014, através da Epic Records e Syco Music, servindo como primeiro single do disco.

## Faixas e formatos
| Descarga digital |                                                   |         |  |
| N.º              | Título                                            | Duração |  |
| 1.               | "Wrapped Up" (com a participação de Travie McCoy) | 3:05    |  |

| CD single |                                                                      |         |  |
| N.º       | Título                                                               | Duração |  |
| 1.        | "Wrapped Up" (com a participação de Travie McCoy)                    | 3:05    |  |
| 2.        | "Wrapped Up" (com a participação de Travie McCoy) (Cahill Radio Mix) | 3:36    |  |

| EP digital |                                                                        |         |  |
| N.º        | Título                                                                 | Duração |  |
| 1.         | "Wrapped Up" (com a participação de Travie McCoy)                      | 3:05    |  |
| 2.         | "Wrapped Up" (Live for The Sun's Fabulous)                             | 2:53    |  |
| 3.         | "Wrapped Up" (com a participação de Travie McCoy) (Cahill Radio Mix)   | 3:36    |  |
| 4.         | "Wrapped Up" (com a participação de Travie McCoy) (Westfunk Radio Mix) | 3:12    |  |

## Desempenho nas tabelas musicais

### Posições
| Tabela musical (2014-2015)          | Melhor posição |
| ----------------------------------- | -------------- |
| Austrália - ARIA Singles Chart      | 15             |
| Áustria - Ö3 Austria Top 40         | 21             |
| Bélgica - Ultratip (Flandres)       | 3              |
| Bélgica - Ultratip (Valónia)        | 5              |
| Escócia - Scottish Singles Chart    | 3              |
| Dinamarca - Hitlisten               | 30             |
| Espanha - PROMUSICAE                | 18             |
| Finlândia - Suomen virallinen lista | 16             |
| Irlanda - Top 100 Singles           | 7              |
| Países Baixos - Mega Single Top 100 | 49             |
| Reino Unido - UK Singles Chart      | 3              |
| Suécia - Sverigetopplistan          | 37             |
| Suíça - Schweizer Hitparade         | 18             |

### Certificações
| País      | Provedor | Certificação |
| --------- | -------- | ------------ |
| Austrália | ARIA     | Ouro         |
| Suécia    | GLF      | Platina      |

## Histórico de lançamento
| País        | Data                   | Formato          | Editora discográfica |
| ----------- | ---------------------- | ---------------- | -------------------- |
| França      | 7 de Outubro de 2014   | Descarga digital | Epic                 |
| Alemanha    | 14 de Novembro de 2014 | CD single        | Epic, Syco           |
| Austrália   | 14 de Novembro de 2014 | EP digital       | Epic, Syco           |
| França      | 14 de Novembro de 2014 | EP digital       | Epic, Syco           |
| Portugal    | 14 de Novembro de 2014 | EP digital       | Epic, Syco           |
| Reino Unido | 14 de Novembro de 2014 | EP digital       | Epic, Syco           |